# Роминешть (Горж)
Роминешть, Роминешті (рум. Românești) — село у повіті Горж в Румунії. Адміністративно підпорядковане місту Тиргу-Жіу.
Село розташоване на відстані 232 км на захід від Бухареста, 2 км на південь від Тиргу-Жіу, 87 км на північний захід від Крайови.

## Населення
За даними перепису населення 2002 року у селі проживала 591 особа, з них 589 осіб (99,7%) румунів. Рідною мовою 588 осіб (99,5%) назвали румунську.